# A Thing About Machines
A Thing About Machines este episodul 40 al serialului american Zona crepusculară. A fost difuzat inițial pe 28 octombrie 1960 pe CBS.

## Intriga
Singuraticul critic culinar Bartlett Finchley - cunoscut pentru mizantropia și irascibilitatea sa - intră într-o discuție aprinsă cu reparatorul, după ce acesta din urmă îi repară televizorul și îi spune să nu-și mai distrugă aparatele casnice din cauza unor mici neplăceri. Totuși, Finchley, convins că toate aparatele din casă uneltesc împotriva sa, nu-și schimbă conduita. Sătulă de comportamentul său paranoic, secretara sa decide să își dea demisia. După plecarea sa, mașina sa de scris tipărește de una singură mesajul „PLEACĂ DE AICI FINCHLEY” și televizorul prezintă o emisiune care repetă același mesaj. În timp ce încearcă să se bărbierească, mașina de ras se ridică și sare spre el, iar telefonul repetă mesajul mașinii de scris, deși Finchley l-a smuls din perete mai devreme.
În următoarea scenă, Finchley aude o sirenă și iese afară să investigheze; acolo descoperă că mașina sa a plecat singură din parcare și a fost pe cale să lovească un copil. După ce îi critică pe cei prezenți, acesta se întoarce în casă, consumă alcool și leșină. Când se trezește, aparatele casnice îi cer în mod constant să părăsească locuința, iar aparatul de rasă îl urmărește prin casă. Iese afară, însă acolo începe să fie urmărit de propria mașina; la un moment dat, acesta cade în piscină și se îneacă. După ce cadavrul este scos de polițiști, nici aceștia, nici personalul de pe ambulanță nu-și explică cum s-a scufundat și bănuiesc că a suferit un infarct.

## Distribuție
- Richard Haydn - Bartlett Finchley
- Barbara Stuart - Edith Rogers
- Barney Phillips - reparator TV
- Henry Beckman - polițist
- Margarita Cordova - dansatoarea